# 아지즈 부하두즈
아지즈 부하두즈(아랍어: عزيز بوحدوز, 1987년 3월 30일 ~ )는 모로코의 전 축구 선수로, 현역 시절 포지션은 공격수였다.